# Bouton
Bouton és una població dels Estats Units a l'estat d'Iowa. Segons el cens del 2000 tenia 136 habitants.

## Demografia
Segons el cens del 2000, Bouton tenia 136 habitants, 59 habitatges, i 38 famílies. La densitat de població era de 375,1 habitants per km².
Dels 59 habitatges en un 28,8% hi vivien nens de menys de 18 anys, en un 45,8% hi vivien parelles casades, en un 11,9% dones solteres, i en un 33,9% no eren unitats familiars. En el 27,1% dels habitatges hi vivien persones soles el 8,5% de les quals corresponia a persones de 65 anys o més que vivien soles. El nombre mitjà de persones vivint en cada habitatge era de 2,31 i el nombre mitjà de persones que vivien en cada família era de 2,69.
Per edats la població es repartia de la següent manera: un 22,1% tenia menys de 18 anys, un 8,8% entre 18 i 24, un 31,6% entre 25 i 44, un 25% de 45 a 60 i un 12,5% 65 anys o més.
L'edat mediana era de 38 anys. Per cada 100 dones de 18 o més anys hi havia 100 homes.
La renda mediana per habitatge era de 34.688 $ i la renda mediana per família de 43.125 $. Els homes tenien una renda mediana de 23.750 $ mentre que les dones 22.250 $. La renda per capita de la població era de 17.778 $. Cap de les famílies i el 6,7% de la població estaven per davall del llindar de pobresa.

## Poblacions properes
El següent diagrama mostra les poblacions més properes.